# ان‌جی‌سی ۱۱۳۲
ان‌جی‌سی ۱۱۳۲ کهکشان بیضوی است که در صورت فلکی اریدانوس قرار دارد. این کهکشان توسط جان هرشل در ۲۳ نوامبر ۱۸۲۷ کشف شد و در فاصله حدود ۳۱۸ میلیون سال نوری از زمین قرار دارد.